# Kanton Estaing
Der Kanton Estaing war bis 2015 ein französischer Wahlkreis im Département Aveyron und in der Region Midi-Pyrénées. Er umfasste sechs Gemeinden im Arrondissement Rodez; sein Hauptort (frz.: chef-lieu) war Estaing. Die landesweiten Änderungen in der Zusammensetzung der Kantone brachten im März 2015 seine Auflösung. Vertreter im conseil général des Départements war zuletzt Jean-Claude Anglars.

## Gemeinden
| Gemeinde    | Einwohner Jahr | Fläche km² | Bevölkerungsdichte | Code INSEE | Postleitzahl |
| ----------- | -------------- | ---------- | ------------------ | ---------- | ------------ |
| Campuac     | 444 (2013)     | 19,2       | 23 Einw./km²       | 12049      | 12580        |
| Coubisou    | 504 (2013)     | 30,9       | 16 Einw./km²       | 12079      | 12190        |
| Estaing     | 583 (2013)     | 17,0       | 34 Einw./km²       | 12098      | 12190        |
| Le Nayrac   | 519 (2013)     | 36,6       | 14 Einw./km²       | 12172      | 12190        |
| Sébrazac    | 503 (2013)     | 25,0       | 20 Einw./km²       | 12265      | 12190        |
| Villecomtal | 385 (2013)     | 14,1       | 27 Einw./km²       | 12298      | 12580        |